# Цеко войвода (Радане)
 Тази статия е за хайдутина от Кочанско.  За хайдутина от Ломско вижте Цеко Петков.  
Цеко войвода е български хайдутин от XIX век.

## Биография
Роден е в щипското село Радане. Става хайдутин и действа с малка дружина в Струмишко, Радовишко и Кочанско около 1860 година. По-късно минава в Сърбия, където се присъединява към четата на Ильо войвода.